# Georg Wilhelm de Gennin
Georg Wilhelm de Gennin, nemško-ruski general in inženir, * 11. oktober 1676, † 12. april 1750.